# Sprandi
Sprandi je značka obuvi pro sport a volný čas, a to pro dospělé, mládež i děti.  Založil ji pro trh východní Evropy v roce 1994 v Hongkongu prostřednictvím společnosti Sprandi International Ind s britským občanstvím Dinesh Shahani. Později se majitel usadil v Moskvě (v roce 2003 firma uváděla, že hlavní kancelář má v Hongkongu a reprezentativní kancelář v Moskvě), ale na ruském trhu neuspěl a roku 2011 zkrachoval. 
Od roku 1996 byla výhradním dovozcem obuvi Sprandi do České republiky brněnská společnost Term, která provozuje síť prodejen obuvi KCS (Kvalita Cena Sortiment). Zakladatelem a jediným majitelem firmy Term je Michal Umlášek, bývalý hokejista Komety Brno. Díky značce Sprandi se firma Term dostala do povědomí, teprve později začala dovážet i jiné značky, například Mizuno, Merell, Teva a Diadora. Firma Term v roce 2012 zvažovala koupi značky Sprandi. Na jaře 2015 se majitelem značky Sprandi stala polská společnost CCC a její česká pobočka CCC Czech se stala oficiálním distributorem pro Českou republiku.
V roce 2003 firma uváděla, že obuv Sprandi se vyrábí v jihovýchodní Asii, zejména v Číně, a to v těch samých továrnách, kde se vyrábí obuv dalších sportovních značek jako Adidas, Nike, Reebok, New Balance, Asics, Fila, Diadora či Lotto Návrhářská studia byla podle informací z téže doby umístěna v Bostonu, Massachusetts a Londýně.
Web Bloomberg ještě v červnu 2016 uvádí, že společnost Sprandi International, Ltd. má sídlo v Moskvě v kancelářském komplexu Vereyskaya Plaza ve Verejské ulici, pobočné kanceláře má v Hongkongu, Číně, Indii a na Ukrajině a výrobní a distribuční zařízení má v Hongkongu, Rusku, Číně, Indii, Ukrajině, Rumunsku, Spojených arabských emirátech, Litvě, Polsku a Česku.
Obuv Sprandi je typicky vytvořena z lehkých prodyšných materiálů, spodní část nejčastěji z phylonu, extrémně lehkého zpěněného materiálu.

## Ochranné známky
Řada ochranných známek Sprandi (název, logo, slogan) je pro oděvy, obuv a pokrývky hlavy registrována od roku 1996. Původním vlastníkem nejstarších z nich byla v letech 1996–1998 společnost SPRANDI INTERNATIONAL Limited se sídlem v Hongkongu, v letech 1998–2004 pak Sprandi (Overseas) Limited se sídlem v Nassau na Bahamech. Aktuálním vlastníkem je od roku 2004 společnost SPRANDI (OVERSEAS) LIMITED se sídlem na ostrově Tortola, největším z Britských Panenských ostrovů. Slogan „get what you want“, užívaný též v některých verzích loga i samostatně, je jako ochranná známka přihlášen rovněž již od roku 1996 a je užíván i nejnovějším vlastníkem značky, polskou firmou CCC. Dále jsou registrována i s grafickou podobou hesla EARTH GEAR Sprandi, Sprandi dome a zkratka GWYW. 
Logo Sprandi tvoří dvojice do sebe vnořených šipek směřujících v základní poloze doprava mírně nahoru, umístěných pod slovním vyjádřením značky „sprandi“. Používá se buď v různých jednobarevných provedeních, nebo v tříbarevném provedení: větší bílá a menší červená šipka na modrém podkladu.

## CCC Sprandi Polkowice

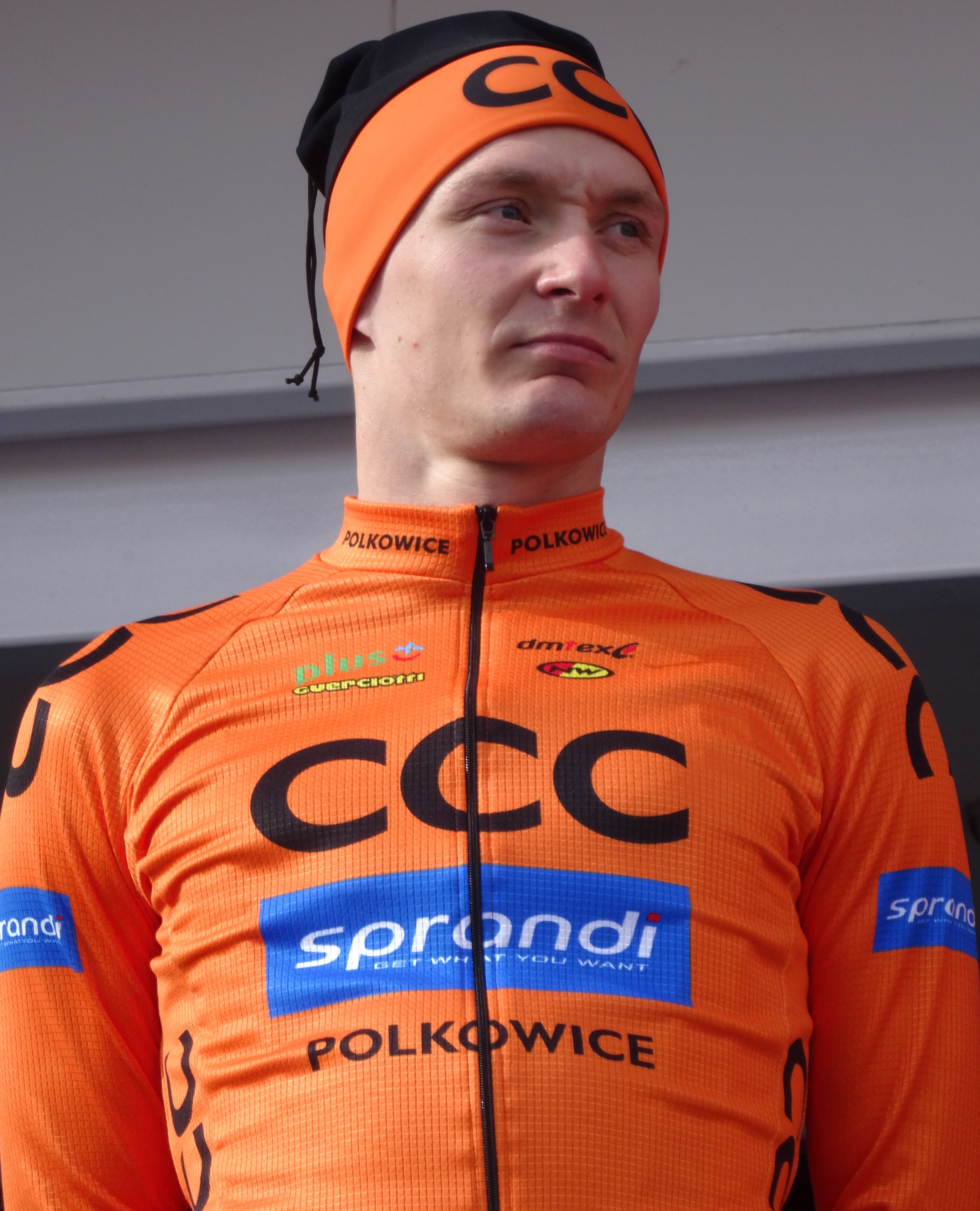
Cyklista Jarosław Marycz v dresu CCC Sprandi Polkowice

Polský cyklistický tým, který byl založen v roce 2000 pod názvem Mat Ceresit CCC, se v roce 2015 přejmenoval z názvu CCC Polsat Polkowice na CCC Sprandi Polkowice. 